# Daniel Andrei Moldoveanu
Daniel Andrei Moldoveanu (n. 8 septembrie 1965, Constanța) este un inginer român, care deține în prezent funcția de consilier de stat la Departamentul Securității Naționale al Administrației Prezidențiale (din 2005). 

## Biografie
Daniel Andrei Moldoveanu s-a născut la data de 8 septembrie 1965 în orașul Constanța. A absolvit în anul 1990 cursurile Facultății de Tehnologia Construcțiilor de Mașini din cadrul Institutului Politehnic București, obținând diploma de inginer TCM. A urmat apoi cursuri de Master în Științe în ingineria mecanică. 
Între anii 1994-1995 a urmat cursuri de Master of Business Administration (MBA), în cadrul programului de pregătire pentru conducerea Centrului Internațional de Conducere BRDO de la  Ljubliana (Slovenia), cursuri care au fost predate de profesori din Elveția, Franța, SUA, Canada, Germania și Slovenia.
Din anul 2000, Daniel Moldoveanu s-a lansat în afaceri și, în doi ani, a înființat cel puțin cinci societăți comerciale cu obiecte de activitate în domenii precum turism (AS Travel), telecomunicații (Total Systems Communications SRL), comerț cu ridicata al produselor chimice (Petrototal SRL), dar și al echipamentelor și furniturilor de fierărie pentru instalații sanitare și de încălzire (Total Systems SRL), consultanță pentru afaceri și management (WGF Consulting Group SRL) etc. 
Între anii 2002 - 2005, a lucrat pe postul de consilier parlamentar la Camera Deputaților. În acest timp, în perioada 2002-2003, a urmat cursuri de Master NATO de pregătire pentru conducere, programul de pregătire pentru conducere al Centrului Regional NATO București, prima promoție. 
A candidat pentru postul de deputat de Giurgiu din partea PD la alegerile parlamentare din anul 2004, iar după ce a pierdut alegerile, Moldoveanu a fost numit consilier la Comisia parlamentară pentru control al activității Serviciului de Informații Externe, condusă de către deputatul Romeo Raicu. El a fost unul din specialiștii care au muncit, în cadrul comisiei conduse de consilierul prezidențial Claudiu Săftoiu, la realizarea proiectului privind înființarea Comunității Naționale de Informații. 
Din 7 decembrie 2005, deține funcția de consilier de stat la Departamentul Securității Naționale al Administrației Prezidențiale și director al Oficiului pentru Informații Integrate din cadrul Comunității Naționale de Informații.